# Santa Rosa do Tocantins
Santa Rosa do Tocantins är en kommun i Brasilien.   Den ligger i delstaten Tocantins, i den centrala delen av landet, 500 km norr om huvudstaden Brasília. Antalet invånare är 4 568.
Omgivningarna runt Santa Rosa do Tocantins är huvudsakligen savann. Runt Santa Rosa do Tocantins är det mycket glesbefolkat, med 2 invånare per kvadratkilometer.